# Biathlon-Weltmeisterschaft 1962
Die 4. Biathlon-Weltmeisterschaft fand 1962 in Hämeenlinna in Finnland statt.

## Männer

### Einzel 20 km
| Platz | Sportler            | Zeit [h] | Schießfehler |
| ----- | ------------------- | -------- | ------------ |
| 01    | Wladimir Melanin    | 1:23:30  | 2 (2+0+0+0)  |
| 02    | Antti Tyrväinen     | 1:24:08  | 1 (0+0+1+0)  |
| 03    | Walentin Pschenizyn | 1:24:17  | 1 (1+0+0+0)  |
| 04    | Nikolai Pusanow     | 1:24:51  | 4 (1+2+0+1)  |
| 05    | Hannu Posti         | 1:26:48  | 1 (1+0+0+0)  |
| 06    | Jon Istad           | 1:27:05  | 2 (0+1+0+1)  |
| 07    | Sture Ohlin         | 1:29:15  | 3 (1+0+1+1)  |
| 08    | Kalevi Huuskonen    | 1:29:49  | 2 (1+0+0+1)  |
| 09    | Paul Roman          | 1:33:06  | 5 (1+1+1+2)  |
| 10    | Olav Jordet         | 1:33:07  | 6 (2+0+0+4)  |

Datum: 4. März

### Teamwertung (inoffiziell)
| Platz | Land/Sportler                                                                | Zeit                            | Schießfehler                                        |
| ----- | ---------------------------------------------------------------------------- | ------------------------------- | --------------------------------------------------- |
| 1     | Sowjetunion 0000Wladimir Melanin 0000Walentin Pschenizyn 0000Nikolai Pusanow | 4:12:38 1:23:30 1:24:17 1:24:51 | 07 (4+2+0+1) 02 (2+0+0+0) 01 (1+0+0+0) 04 (1+2+0+1) |
| 2     | Finnland 0000Antti Tyrväinen 0000Hannu Posti 0000Kalevi Huuskonen            | 4:20:45 1:24:08 1:26:48 1:29:49 | 04 (2+0+1+1) 01 (0+0+1+0) 01 (1+0+0+0) 02 (1+0+0+1) |
| 3     | Norwegen 0000Jon Istad 0000Olav Jordet 0000Henry Hermansen                   | 4:36:55 1:27:05 1:33:07 1:36:43 | 15 (5+2+0+8) 02 (0+1+0+1) 06 (2+0+0+4) 07 (3+1+0+3) |

Datum: 4. März

## Offizieller Medaillenspiegel
ohne Berücksichtigung der inoffiziellen Staffelmedaillen
| Platz | Nation      | Gold | Silber | Bronze | Gesamt |
| ----- | ----------- | ---- | ------ | ------ | ------ |
| 1     | Sowjetunion | 1    | 0      | 1      | 2      |
| 2     | Finnland    | 0    | 1      | 0      | 1      |

| Platz | Sportler            | Gold | Silber | Bronze | Gesamt |
| ----- | ------------------- | ---- | ------ | ------ | ------ |
| 1     | Wladimir Melanin    | 1    | 0      | 0      | 1      |
| 2     | Antti Tyrväinen     | 0    | 1      | 0      | 1      |
| 3     | Walentin Pschenizyn | 0    | 0      | 1      | 1      |

## Inoffizieller Medaillenspiegel
mit Berücksichtigung der inoffiziellen Staffelmedaillen
| Platz | Nation      | Gold | Silber | Bronze | Gesamt |
| ----- | ----------- | ---- | ------ | ------ | ------ |
| 1     | Sowjetunion | 2    | 0      | 1      | 3      |
| 2     | Finnland    | 0    | 2      | 0      | 2      |
| 3     | Norwegen    | 0    | 0      | 1      | 2      |

| Platz | Sportler            | Gold | Silber | Bronze | Gesamt |
| ----- | ------------------- | ---- | ------ | ------ | ------ |
| 1     | Wladimir Melanin    | 2    | 0      | 0      | 2      |
| 2     | Walentin Pschenizyn | 1    | 0      | 1      | 2      |
| 3     | Nikolai Pusanow     | 1    | 0      | 0      | 1      |
| 4     | Antti Tyrväinen     | 0    | 2      | 0      | 2      |
| 5     | Hannu Posti         | 0    | 1      | 0      | 1      |
| 5     | Finnland            | 0    | 1      | 0      | 1      |
| 7     | Norwegen            | 0    | 0      | 1      | 1      |
| 7     | Norwegen            | 0    | 0      | 1      | 1      |
| 7     | Norwegen            | 0    | 0      | 1      | 1      |